# Агамиксисы
Агамиксисы (лат. Agamyxis) — род лучепёрых рыб из семейства броняковых, обитающих в Южной Америке. 

## Описание
Общая длина представителей этого рода достигает 15 см. Голова короткая и широкая, немного уплощённая. Туловище приземистое, округлое. Спинной плавник высокий, треугольной формы, с короткой основой и жёстким шипом в начале. Анальный плавник немного больше жирового. Хвостовой стебель сверху и снизу имеет костные пластины. Окраска тёмная со светлыми пятнами.

## Образ жизни
Могут населять различные биотопы, но предпочитают медленные или стоячие водоёмы. В местах проживания много плавающих и водных растений (людвигия, сальвиния, водяной гиацинт, пузырчатка), коряг. Способны издавать громкие звуки. Активны ночью, питаются водными беспозвоночными.
Продолжительность жизни до 17 лет.

## Распространение
Распространены в бассейнах рек Амазонка и Ориноко.

## Содержание в аквариуме
Для содержания используют аквариумы от 150 литров с большой площадью дна. На дно насыпают мелкий песок тёмных тонов. В качестве укрытий можно использовать большие ветвистые коряги. Из растительности подойдут кусты эхинодорусов с крепкой корневой системой. Не помешают и плавающие на поверхности воды растения — сальвиния, ряска. 
Миролюбивы. Содержать можно группой от 3 особей или в одиночку. Неплохо уживаются с родственными видами и другими рыбами. Сами никого не боятся благодаря мощной и прочной «броне». Питаются любыми кормами для аквариумных рыб, но предпочтение отдают живым кормам. К сухому корму привыкают не сразу. Из технических средств понадобится внутренний маломощный фильтр для создания слабого течения. Температура содержания составляет 20—25 °C.

## Классификация
На июль 2019 года в род включают 2 вида:
- Agamyxis albomaculatus (Peters, 1877)
- Agamyxis pectinifrons  (Cope, 1870) — Гребенчатый агамиксис